# Ptilinopus wallacii
Ptilinopus wallacii là một loài chim trong họ Columbidae.